# Iōannīs Malokinīs
Iōannīs Malokinīs (in greco Ιωάννης Μαλοκίνης?; Pireo, 1880 – 1942) è stato un nuotatore greco.
Malokinīs partecipò alle gare di nuoto delle prime Olimpiadi moderne che si svolsero ad Atene, nei 100 metri stile libero riservato ai marinai della marina militare greca. 
Si piazzò primo su tre nuotatori, con un tempo di 2'20"4. Questo tempo è più lento di circa un minuto rispetto a quello fatto registrare da Alfréd Hajós, vincitore dei classici 100m stile libero, pari a 1'22"2.